# Lysandra ciscaucasica
Lysandra ciscaucasica är en fjärilsart som beskrevs av Jachontov 1914. Lysandra ciscaucasica ingår i släktet Lysandra och familjen juvelvingar. Inga underarter finns listade i Catalogue of Life.